# Plebejus calmuca
Plebejus calmuca är en fjärilsart som beskrevs av Grum-grshimailo 1891. Plebejus calmuca ingår i släktet Plebejus och familjen juvelvingar. Inga underarter finns listade i Catalogue of Life.